# 須弥山

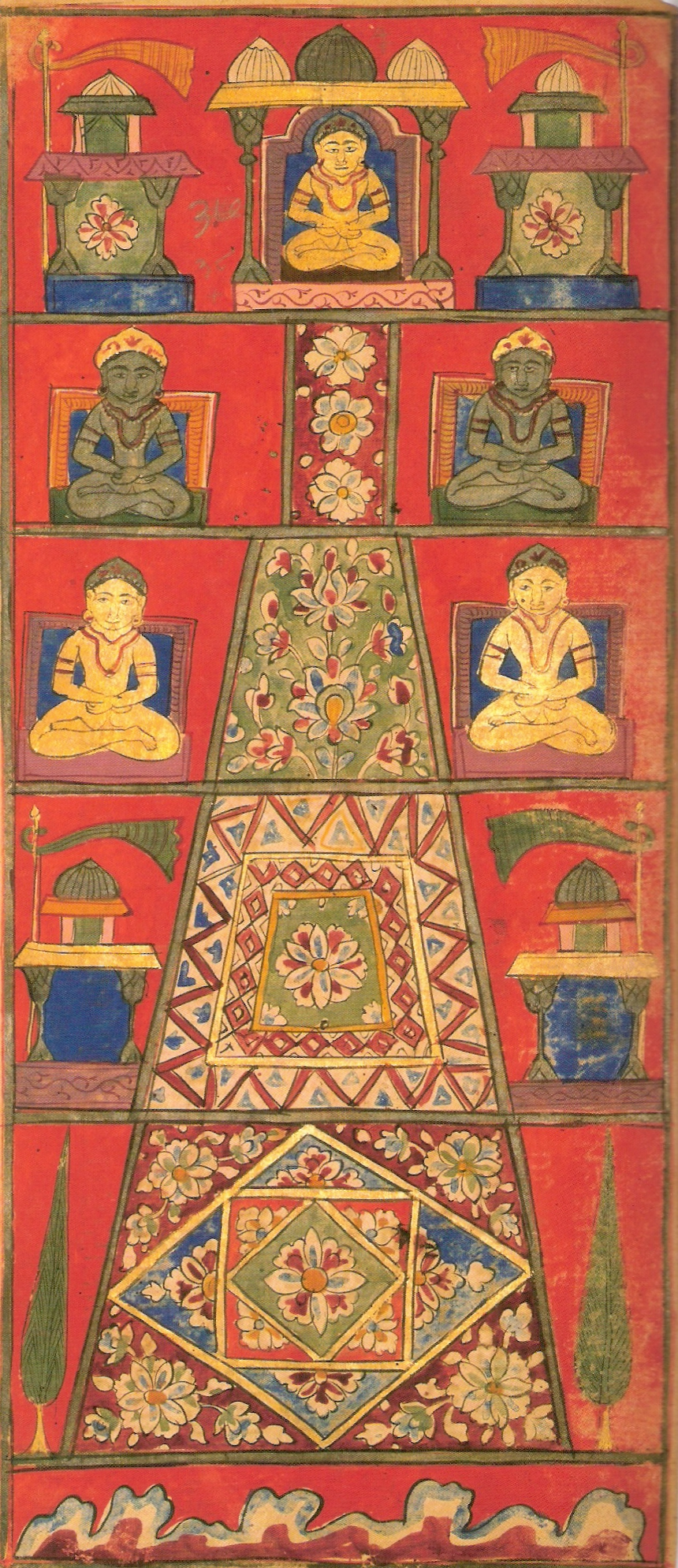
須弥山を描いた、ジャイナ教の絵画　17世紀

須弥山（、旧字体：須彌山、サンスクリットラテン翻字: sumeru）は、古代インドの世界観の中で中心にそびえる山。インド神話のメール山、スメール山（su- は「善」を意味する、美称の接頭辞）の漢字音訳語。

## 概要

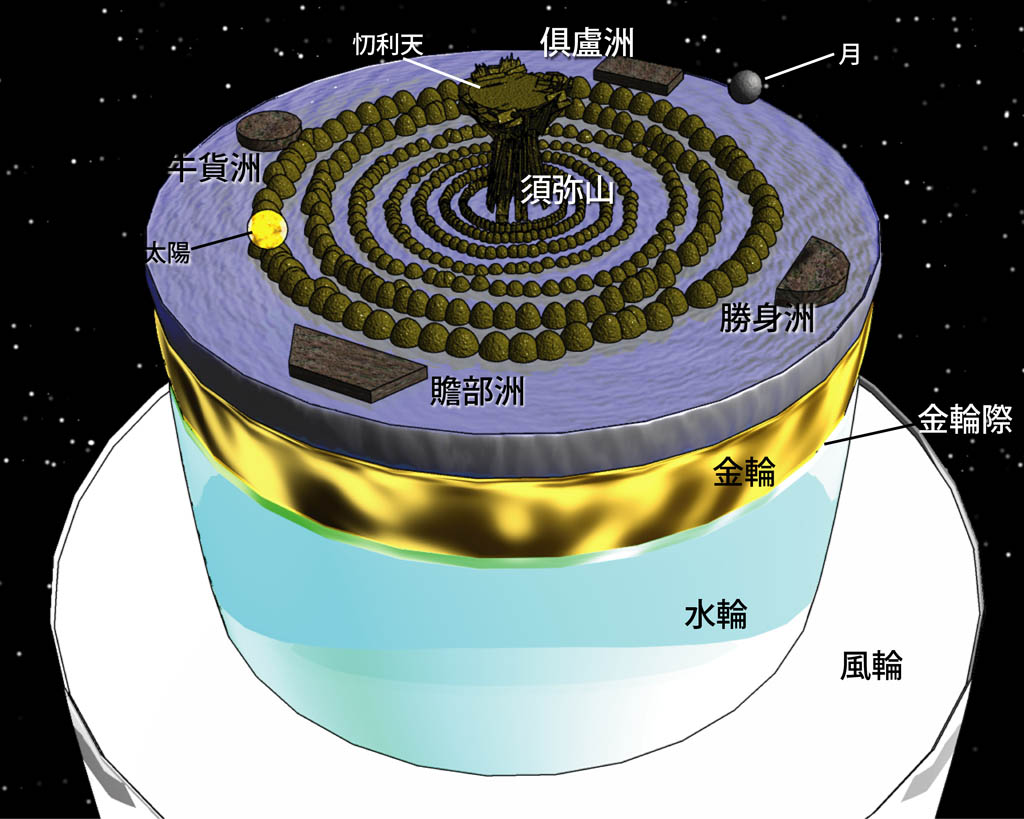
須弥山の概念図

古代インドの世界観の中で中心にそびえる聖なる山であり、この世界軸としての聖山はバラモン教、仏教、ジャイナ教、ヒンドゥー教にも共有されている。この山は、地球の北半球という説もある。
インドで形成された宗教のうち、とりわけ仏教が中国や日本に、ヒンドゥー教がインドネシアなどに伝播するにともない、この世界観も伝播した。ジャワ島にはスメル山という名の山もあり、別名はマハ・メル山（偉大なるメル山を意味する）である。仏教が説いた須弥山の概念は、近世以前の東アジアの人々の世界観に大きな影響をあたえ、頂上にある忉利天と並び、詩や物語の題材となった。須弥山を主題として扱った日本の文学作品の例としては、『梁塵秘抄』『今昔物語集』『拾遺往生伝』『日本霊異記』などが挙げられる。
仏教の世界観では、須弥山をとりまいて七つの金の山と鉄囲山（）があり、その間に八つの海がある。これを九山八海という。
「須弥」とは漢字による音訳で、意訳は「妙高」という。
玄奘のころから須弥山がチベット高原、それを取り巻く四大大陸は南アジア、西アジア、北アジア、東アジアと考えられてきた。なお、須弥山の頂上には帝釈天(インドラ)が住んでおり、その上空には修行を極めた者のみが行ける世界が広がっているとされたため、インドの行者はガンジス川を遡ってチベットを目指した。

## ヒンドゥー教における須弥山世界観
ヒンドゥー教の聖典のひとつである『ヴィシュヌ・プラーナ』によれば、世界の中心にはジャンブー・ドヴィーパ（ジャンブー洲）と呼ばれる円盤状の大陸があり、その中央にそびえる黄金の山がメール山である。地表部の高さは84,000ヨージャナ、地表下の深さが16,000ヨージャナあり、頂上部の直径が32,000ヨージャナ、基礎部の直径が16,000ヨージャナと上に行くほど広くなる漏斗形をしている。山の形状については聖典によって異なり、『ヴァーユ・プラーナ』では東面は白色、南面は黄色、南面は黒色、北面は赤色をした四面体であるという。メール山の東西南北には控え壁となる高さ10,000ヨージャナの山があり、それぞれの山頂には高さ1,100ヨージャナの大樹が生えている。
メール山の山頂には差し渡し14,000ヨージャナに及ぶブラフマー神の都城があり、その東西南北、東南、南西、西北、北東の8方向に護世神たちの住む都市が広がっている。

## 仏教における須弥山世界観

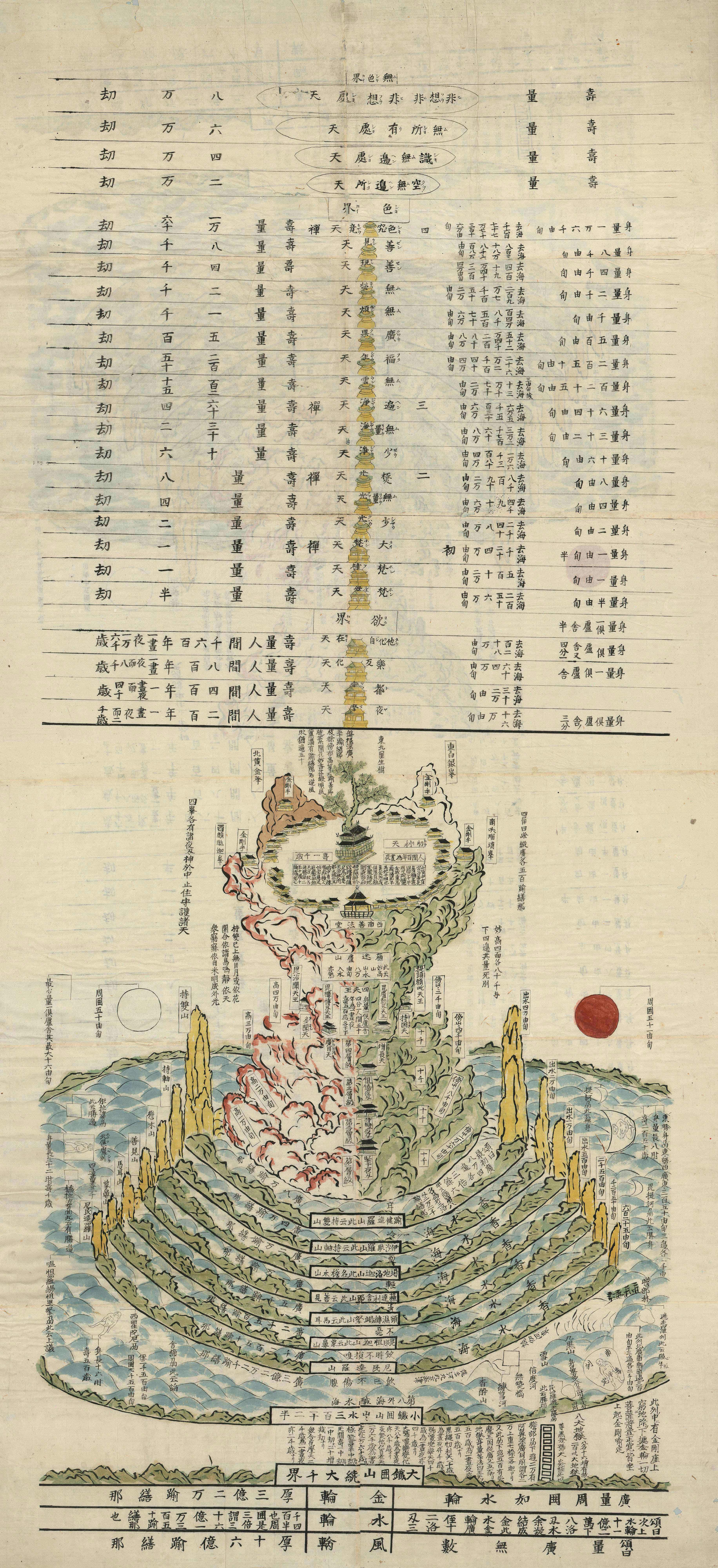
須弥山図　1860年代　日本

5世紀頃までに成立した『倶舎論』によれば、（論は人師の説なので厳密には仏説とは見なされないが）風輪の上に水輪、その上に金輪がある。また、その最上層をなす金輪の最下面が大地の底に接する際となっており、これを金輪際（）という。なお、このことが俗に転じて、物事の最初の最後までを表して金輪際と言うようになった。
金輪のうえ、鉄囲山（）の内縁にたたえた海水に浮かぶ須弥山に向かって、東には半月形の毘提訶洲（、あるいは勝身洲）、南に三角形の贍部洲（南洲あるいは閻浮提）、西に満月形の牛貨洲（）、北に方座形の倶盧洲（）がある。南に位置する贍部洲（）は我々が住んでいる世界のインド亜大陸を示している。
また、贍部洲と須弥山の間には、外縁から内部の順に、尼民達羅山、象耳山、馬耳山、善見山、檐木山、持軸山、そして持双山が須弥山を囲むようにそびえている（九山八海）。
須弥山中腹には日天と月天がまわっている。須弥山の高さは八万由旬といわれ、中腹には、下から恒憍天、持鬘天、堅手天、そして四大王天がおり、ここを住みかとしながら四洲を守っている。これらの住みかは四層状になっていて、山の中腹から四周にはみ出たヴェランダ構造になっているとされる。四天王の眷属たちは、他の山々や、太陽や月に植民している。さらにその上の山頂の忉利（とうり）天には帝釈天と他三十二天が住むという。
須弥山の頂上から80,000ヨージャナ上には、夜摩天とその眷属が住み処とする空中宮殿がある。さらにその天宮の上には、同様の構造を持つ兜率天、化楽天、他化自在天の住み処があるとされる。 
須弥山には甘露の雨が降っており、それによって須弥山に住む天たちは空腹を免れる。

## 須弥山に例えられる物
- カイラス山はチベット仏教で須弥山と同一視され、周囲の山々を菩薩に見立てた天然の曼荼羅とみなし、聖地とする。
- 日本庭園の須弥山形式 - 中央に突出する岩を須弥山に例える石組。

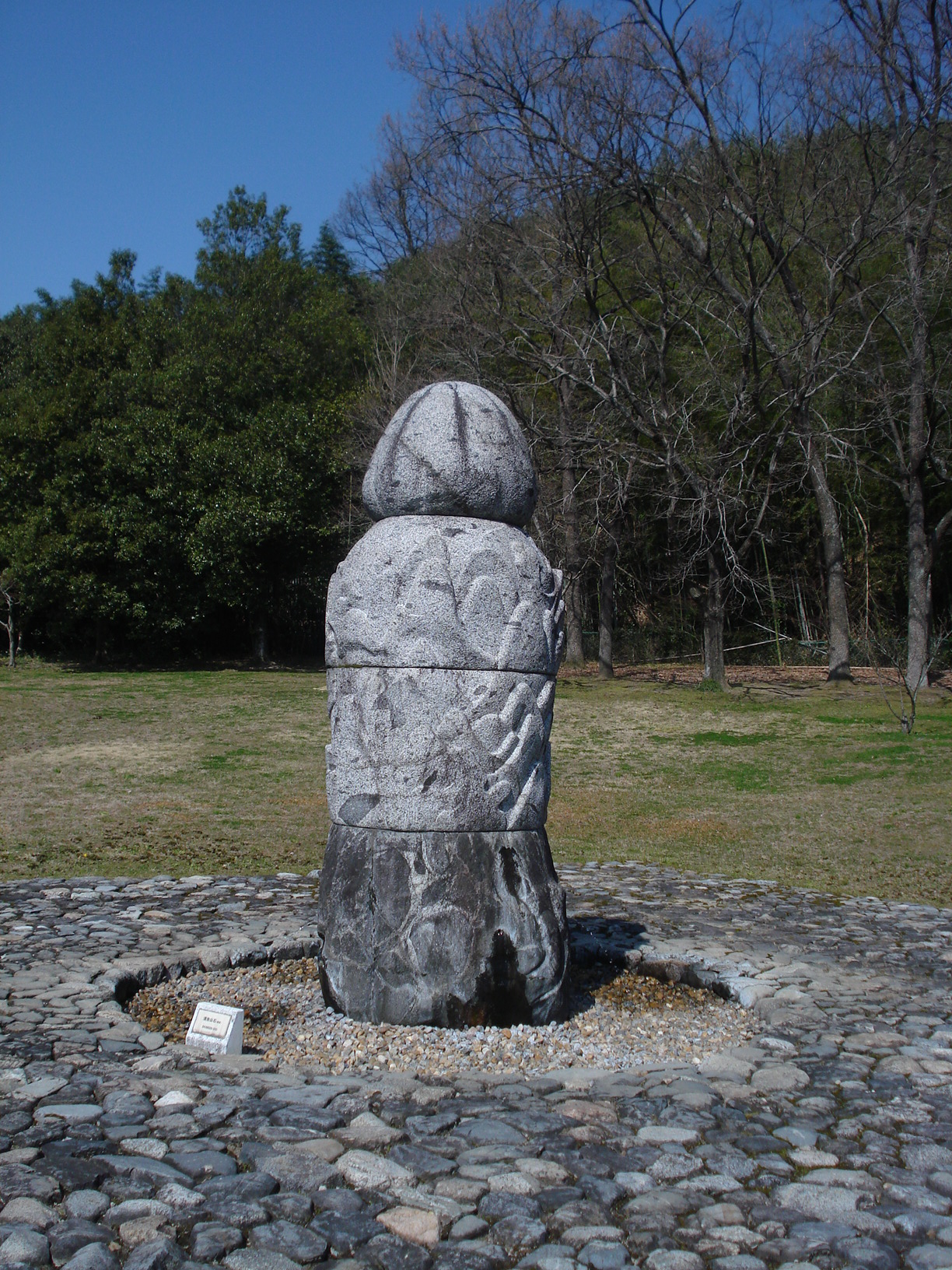
飛鳥資料館に展示される須弥山石組の一部

- 弥山 - 奈良県や広島県ほか。
- 妙高山
- スメル山 - インドネシア、ジャワ島

## 創作作品で登場する須弥山
- 『雲にのる』（本宮ひろ志） - SF伝奇アクション。二千年の眠りから覚めた巨鳥・魁に乗り、主人公の仁王丸が神々の住む須弥山を目指して旅立つ。
- 「PAL神犬伝説」では須弥山が登場する。
- 「聖伝-RG VEDA-」は古代インド神話を舞台にした物語で善見城も登場する。
- 『百億の昼と千億の夜』では梵天王の説明で宇宙論的展開を見せる。
- 『上弦の月を喰べる獅子』では蘇迷盧（スメール）の山頂を主人公が目指す。
- 『原神』ではスメールという架空の国が登場する。実在する複数地域の特色や文化が混ざっているためモチーフとしては須弥山に限らないと見られるが、オリジナルである簡体字版でのスメールの表記は「须弥（須弥）」である。また、｢少年は幼き時から学問を学び、須弥山へ辿り着くことを願った｣というテキストが記載されたアイテムが登場している。
- 『ドラゴンボール』では、カリン塔および神様の神殿が須弥山と忉利天をモチーフにした構造を持っている。また、『ドラゴンボールZ』においては忉利天にある円生樹を題材にした「円生樹の実」が登場する。

## ギャラリー

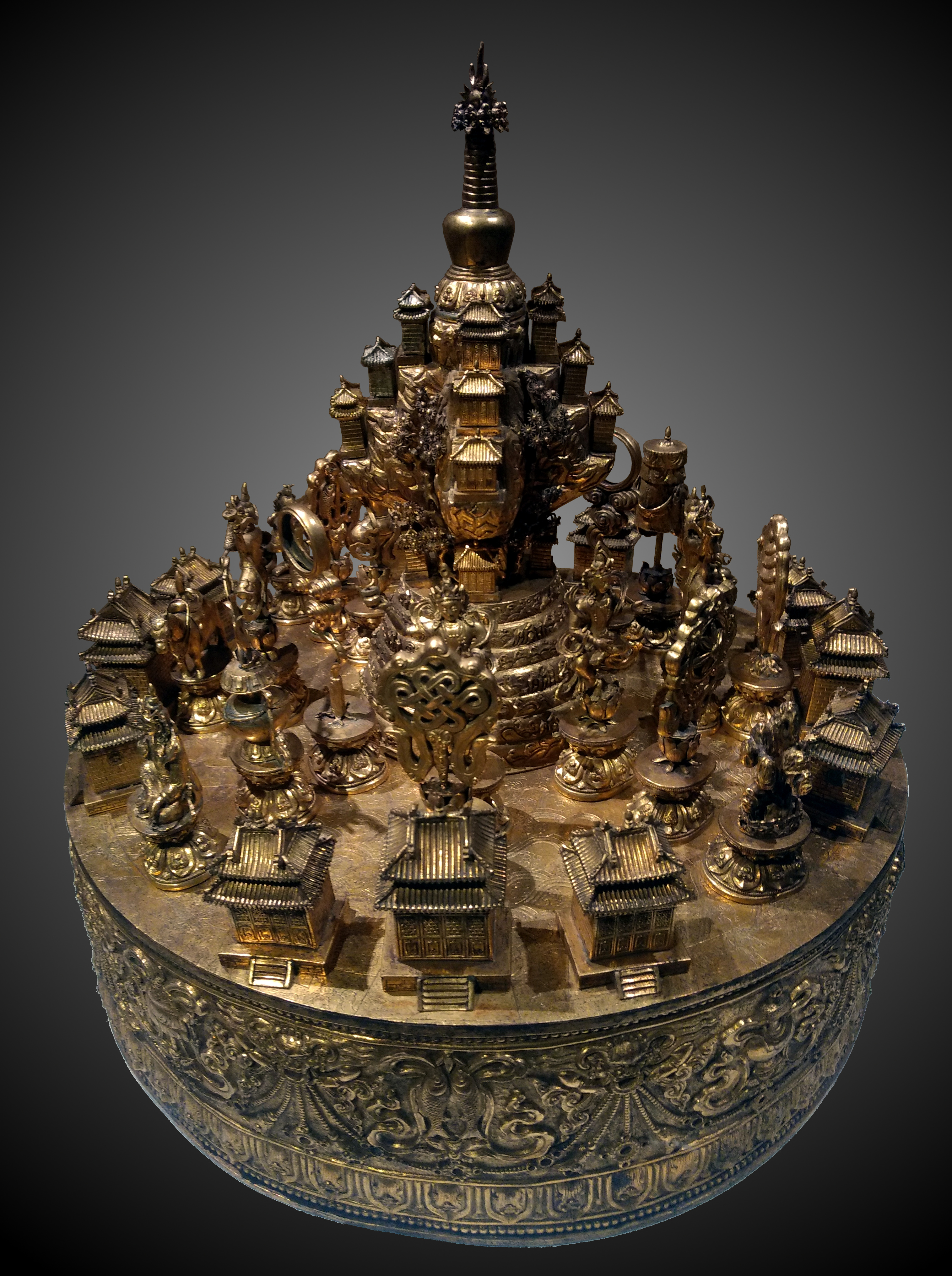
須弥山　18世紀　清　黄銅製　パリ、ギメ東洋美術館蔵
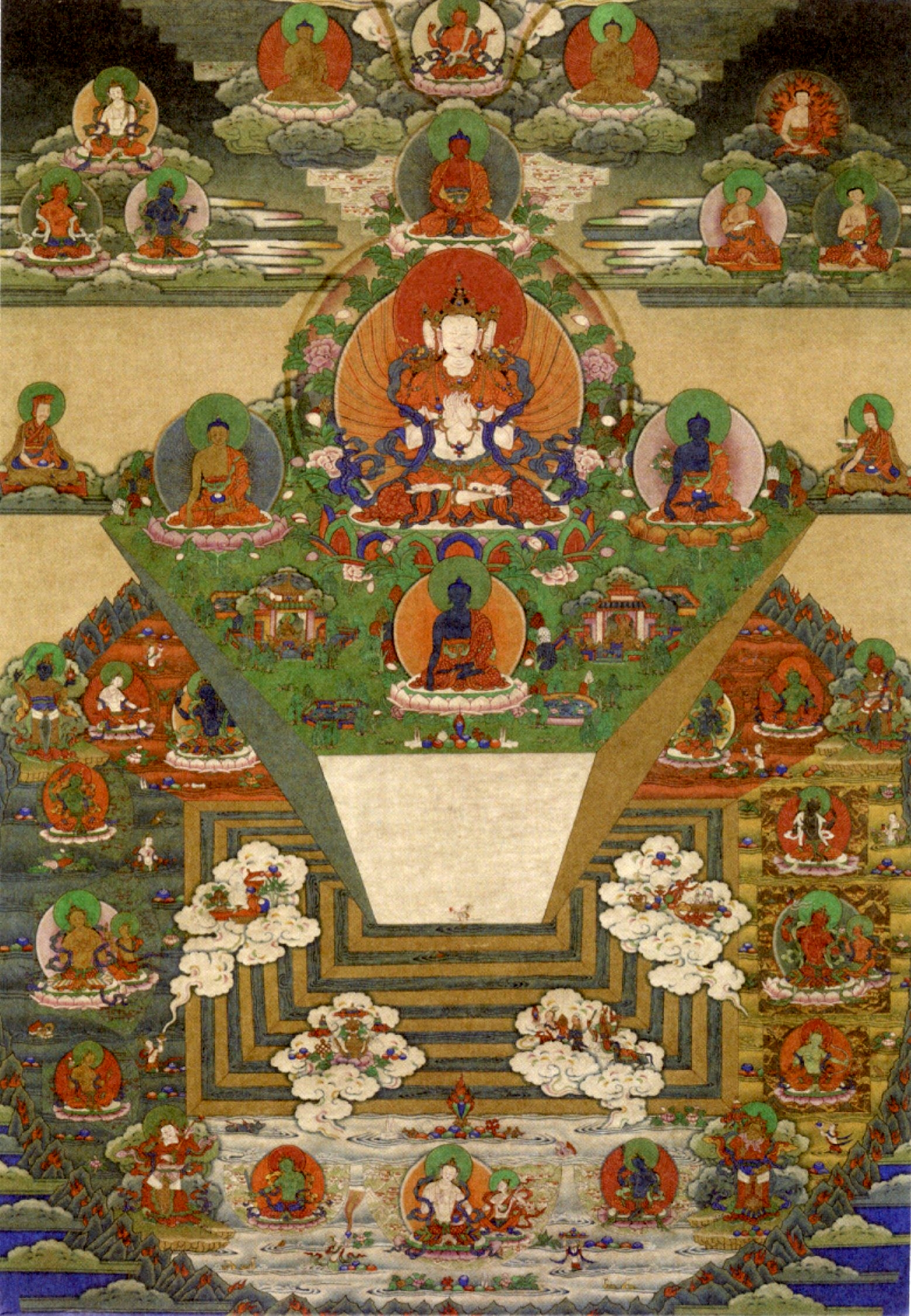
タンカ　19世紀　ブータン
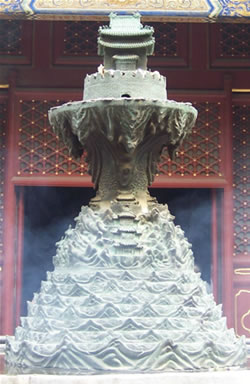
雍和宮内部　銅製
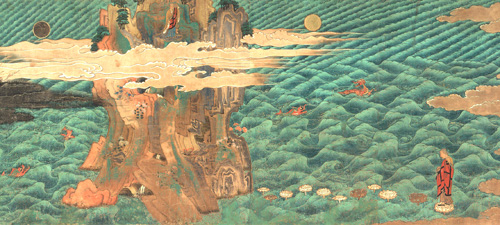
『玄奘三蔵絵』　玄奘三蔵が、須弥山の頂上まで至る夢を見、天竺行きを決心する場面[13]。藤田美術館蔵　13世紀（鎌倉時代）　日本